# ランディ・シェクマン
ランディ・シェクマン（英: Randy Wayne Schekman、1948年12月30日 - ）は、アメリカ合衆国の細胞生物学者。カリフォルニア大学バークレー校に勤め、かつては『米国科学アカデミー紀要』の主筆を務めた。2011年には、ハワード・ヒューズ医学研究所、マックス・プランク研究所、ウェルカム・トラストが2012年に創刊し注目を集めた新しいオープンアクセス誌『eLife』の編集者となることが発表された。彼は1992年から米国科学アカデミーの会員となっている。
2013年にシェクマンは、ジェームズ・ロスマン、トーマス・スードフと共にノーベル生理学・医学賞を受賞した。

## 経歴
シェクマンはミネソタ州セントポールの生まれであり、父のサムはフォードのセールスマン、母のナンシーは教師だった。1971年にカリフォルニア大学ロサンゼルス校で分子科学の学士号を取得した。3年次には交換留学生としてスコットランドのエディンバラ大学へ留学した。1975年にDNA複製の研究によってスタンフォード大学で博士号を取得した。2013年、ネイチャー、サイエンス、セルの3誌は商業主義に陥っていると批判、絶縁宣言をした。

## 研究
1991年より、シェクマンはハワード・ヒューズ医学研究所の研究員を務め、カリフォルニア大学バークレー校の分子・細胞生物学科の生化学・分子生物学部門に勤めている。大学でのシェクマンの研究室は、イーストなどの真核生物の細胞における細胞膜の形成と小胞輸送の仕組みを分子レベルで研究している。彼は以前は、同大学で今は廃止された生化学科に勤めていた。

## 受賞歴
- 1993年 ローゼンスティール賞（ジェームズ・ロスマンと共同受賞）
- 1996年 ガードナー国際賞
- 2002年 アルバート・ラスカー基礎医学研究賞（ジェームズ・ロスマンと共同受賞）
- 2002年 コロンビア大学よりルイザ・グロス・ホロウィッツ賞「細胞が自身の活動を制御し外部とやりとりするために使うプロセス、いわゆる細胞内膜交通を発見した」（ジェームズ・ロスマンと共同受賞）[18]
- 2008年 ピッツバーグ大学よりディクソン賞医学部門
- 2009年 トムソン・ロイター引用栄誉賞 （ジェームズ・ロスマンと共同受賞）
- 2010年 南カリフォルニア大学のケック医学校（英語版）からマスリー賞
- 2010年 E・B・ウィルソン・メダル
- 2013年 オットー・ワールブルク・メダル
- 2013年 ノーベル生理学・医学賞 「細胞内の主要な輸送システムである小胞輸送の制御機構を発見した」（トーマス・スードフ、ジェームズ・ロスマンと共同受賞）[19]。

彼はまたショウ賞の受賞者を選ぶ、ライフサイエンス・医学選考委員会 (Selection Committee for Life Science and Medicine) のメンバーでもある。

## 科学アカデミー会員
2013年に彼は王立協会の外国人会員に選ばれた。彼の推薦文は次の通り。
シェクマンは巧みに考案した遺伝子スクリーニングを用い、分泌作用における酵素触媒反応の媒介物を蓄積してしまう突然変異体を分離し、同じ遺伝子のクローンを作成して、特定の酵素触媒反応を正確に再現する生化学反応を確立した。これらの研究は、記述的・形態学的だった分泌作用の研究に革新をもたらし、分子学的・機械論的研究への道を拓いた。シェクマンが確立した、細胞に制約されないこの反応は、Sec61転流複合体や (COPII) 小胞被膜複合体の分離、細胞器官間輸送を担う小胞の初めての精製という彼自身の業績に繋がった。この Sec 蛋白質は際立って一定量に保たれ、シェクマンが発見した輸送メカニズムは神経伝達、ホルモン分泌作用、コレステロールの定常性、代謝の調整において欠かせないものである。